# Olympische Sommerspiele 1984/Teilnehmer (Malta)
| Gelbes Symbol für Goldmedaillen mit stilisierten Olympischen Ringen | Graues Symbol für Silbermedaillen mit stilisierten Olympischen Ringen | Braundes Symbol für Bronzemedaillen mit stilisierten Olympischen Ringen |
| ------------------------------------------------------------------- | --------------------------------------------------------------------- | ----------------------------------------------------------------------- |
| —                                                                   | —                                                                     | —                                                                       |

Malta nahm an den Olympischen Sommerspielen 1984 in Los Angeles, USA, mit einer Delegation von sieben Sportlern (fünf Männer und zwei Frauen) teil.

## Teilnehmer nach Sportarten

### Bogenschießen
- Joanna Agius
Frauen, Einzel: 41. Platz

### Leichtathletik
- Jennifer Pace
Frauen, Speerwerfen: 23. Platz in der Qualifikation

### Ringen
- Jesmond Giordemaina
Fliegengewicht, Freistil: Gruppenphase

- Alexander Zammit
Leichtgewicht, Freistil: Gruppenphase

### Schießen
- Michael Gauci
Trap: 48. Platz

- Frans Chetcuti
Trap: 51. Platz

### Segeln
- Peter Bonello
Windsurfen: 9. Platz